# Раківська сільська рада (Бериславський район)
Ракі́вська сільська́ ра́да — адміністративно-територіальна одиниця та орган місцевого самоврядування в Бериславському районі Херсонської області. Адміністративний центр — село Раківка.

## Загальні відомості
Раківська сільська рада утворена в 1917 році.
- Територія ради: 146,538 км²
- Населення ради: 1 068 осіб (станом на 2001 рік)

## Населені пункти
Сільській раді підпорядковані населені пункти:
- с. Раківка
- с. Новосілка
- с. Першотравневе
- с. Тараса Шевченка

## Склад ради
Рада складається з 12 депутатів та голови.
- Голова ради: Сезоненко Сергій Геннадійович
- Секретар ради: Коган Любов Петрівна

### Керівний склад попередніх скликань
| Прізвище, ім'я, по батькові   | Основні відомості                                                 | Дата обрання | Дата звільнення |
| ----------------------------- | ----------------------------------------------------------------- | ------------ | --------------- |
| Сезоненко Сергій Геннадійович | Сільський голова, 1967 року народження, освіта вища, позапартійна | 26.03.2006   | 31.10.2010      |
| Сезоненко Сергій Геннадійович | Сільський голова, 1967 року народження, освіта вища, безпартійний | 31.10.2010   |                 |

Примітка: таблиця складена за даними сайту Верховної Ради України

### Депутати
За результатами місцевих виборів 2010 року депутатами ради стали:

#### За суб'єктами висування
| Суб'єкт висування | Кількість обраних депутатів | %    |
| ----------------- | --------------------------- | ---- |
| Партія регіонів   | 10                          | 83,3 |
| Самовисування     | 2                           | 16,7 |

#### За округами
| № округу        | Прізвище, ім'я, по батькові   | Дата визнання обраним | Освіта             | Партійна приналежність | Відомості про обраного депутата                                                              |
| --------------- | ----------------------------- | --------------------- | ------------------ | ---------------------- | -------------------------------------------------------------------------------------------- |
| Партія регіонів |                               |                       |                    |                        |                                                                                              |
| 1               | Коган Любов Петрівна          | 02.11.2010            | вища               | позапартійна           | Раківська сільська рада, секретар                                                            |
| 2               | Сезоненко Інна Михайлівна     | 02.11.2010            | вища               | позапартійна           | Раківська загальноосвітня школа І-ІІІ ст., вчитель хімії                                     |
| 3               | Гречко Олена Вікторівна       | 02.11.2010            | вища               | член Єдиного Центру    | Раківська загальноосвітня школа І-ІІІ ст., вчитель історії                                   |
| 4               | Таранець Тетяна Миколаївна    | 02.11.2010            | вища               | член Партії регіонів   | Раківська загальноосвітня школа І-ІІІ ст., вчитель початкових класів                         |
| 6               | Зіняков Віктор Миколайович    | 02.11.2010            | середня            | позапартійний          | тимчасово не працює                                                                          |
| 7               | Шкурпила Тетяна Володимирівна | 02.11.2010            | середня            | позапартійна           | тимчасово не працює                                                                          |
| 8               | Рудей Віра Григорівна         | 02.11.2010            | середня            | позапартійна           | тимчасово не працює                                                                          |
| 10              | Кішляк Іван Іванович          | 02.11.2010            | середня            | позапартійний          | ТОВ СП «Юран-Агро», механізатор                                                              |
| 11              | Олексюк Олексій Васильович    | 02.11.2010            | середня            | член Партії регіонів   | ТОВ «Прайд», тракторист                                                                      |
| 12              | Кірєєва Наталія Вікторівна    | 02.11.2010            | вища               | позапартійна           | Управління праці та соціального захисту населення райдержадміністрації, соціальний працівник |
| Самовисування   |                               |                       |                    |                        |                                                                                              |
| 5               | Комов Микола Михайлович       | 02.11.2010            | середня спеціальна | позапартійний          | СЖКП «Раківське», керівник                                                                   |
| 9               | Мелашенко Віктор Іванович     | 02.11.2010            | середня            | позапартійний          | тимчасово не працює                                                                          |